# Locomotiva kkStB 60
Le locomotive kkStB 60 costituivano un gruppo di locomotive a vapore con tender, per trasporto merci, costruite per le ferrovie imperial-regie austriache e per la Südbahn.
Molte di esse venne cedute a varie ferrovie estere come risarcimento per danni di guerra dopo la fine della prima guerra mondiale.

## Storia
Le locomotive del gruppo austriaco "60" sono uno dei più tipici e rappresentativi progetti dell'ingegnere Karl Gölsdorf.
Tra il 1895 e il 1910 ben 297 unità vennero costruite dalle più importanti fabbriche dell'impero austroungarico, Lokomotivfabrik Floridsdorf, Wiener Neustädter Lokomotivfabrik, Lokomotivfabrik der StEG e Böhmisch-Mährischen Maschinenfabrik; visti i buoni risultati dell'esercizio, tra il 1900 e il 1914 anche la Südbahn ordinò la costruzione di 73 locomotive del tipo 60 ripartendolo su un arco di quindici anni. Nel 1905 22 unità vennero dotate di un surriscaldatore di vapore tipo Clench e costituirono la variante 60.500 delle kkStB; si distinguevano dalle altre macchine per la presenza di un solo duomo, anziché di due (tipici della tecnica austriaca del tempo). Successivamente si tentò a scopo sperimentale su tre unità il montaggio di un surriscaldatore di tipo Pielock; rimasto un caso isolato costituì tuttavia la variante 60.800. In seguito ai risultati non troppo favorevoli le KkStB decisero l'adozione del surriscaldatore Schmidt anche sulle proprie locomotive e le successive macchine similari costruite tra 1909 e 1910 vennero a costituire il nuovo gruppo 160.
Alla fine della prima guerra mondiale, dal 1918 in poi e fino al Trattato di Saint Germain, molte delle locomotive appartenenti al gruppo e alle sue versioni-sottogruppo vennero cedute e incorporate in varie ferrovie europee. 
Le 57 locomotive rimaste in Austria mantennero la classificazione di gruppo BBÖ "60" ma successivamente all'incorporazione nelle ferrovie del Reich 30 di esse divennero "ÖBB 54". Le locomotive cedute alle ferrovie della Cecoslovacchia divennero "ČSD 334.1", quelle assegnate alla Jugoslavia, JDŽ 131, quelle cedute alle ferrovie polacche, PKP Ti 12, le "ungheresi divennero MÁV 330.3 e quelle finite in Romania, CFR 50.
Vennero reimmatricolate nel parco rotabili delle Ferrovie dello Stato italiane, assumendo la classificazione di "Gruppo 604.001-062", 35 unità ex-kkStB 60, 3 unità ex-kkStB 60.500, 1 unità ex-kkStB 60.800 e 23 ex-SB 60.

| Ripartizione locomotive kkStB 60/ SB 60 alla fine della prima guerra mondiale | Ripartizione locomotive kkStB 60/ SB 60 alla fine della prima guerra mondiale | Ripartizione locomotive kkStB 60/ SB 60 alla fine della prima guerra mondiale | Ripartizione locomotive kkStB 60/ SB 60 alla fine della prima guerra mondiale | Ripartizione locomotive kkStB 60/ SB 60 alla fine della prima guerra mondiale |
| gruppo                                                                        | kkStB 60                                                                      | kkStB 60.500                                                                  | kkStB 60.800                                                                  | SB 60                                                                         |
| ----------------------------------------------------------------------------- | ----------------------------------------------------------------------------- | ----------------------------------------------------------------------------- | ----------------------------------------------------------------------------- | ----------------------------------------------------------------------------- |
| BBÖ                                                                           | 53                                                                            | 4                                                                             |                                                                               |                                                                               |
| ČSD                                                                           | 34                                                                            | 7                                                                             |                                                                               |                                                                               |
| PKP                                                                           | 149                                                                           | 8                                                                             | 2                                                                             |                                                                               |
| JDŽ                                                                           | 12                                                                            |                                                                               |                                                                               | 29                                                                            |
| FS                                                                            | 35                                                                            | 3                                                                             | 1                                                                             | 23                                                                            |
| CFR                                                                           | 4                                                                             |                                                                               |                                                                               |                                                                               |
| Ferrovie russe                                                                | 8                                                                             |                                                                               |                                                                               |                                                                               |

## Caratteristiche
Le locomotive del gruppo "60" avevano rodiggio 1-3-0 con tre assi di diametro piuttosto piccolo, 1258 mm accoppiati e carrello anteriore di guida monoassiale Adams senza dispositivi di richiamo trasversale. La caldaia adottata, sia nella versione per le kkStB che in quella per le SB, produceva vapore saturo ed era alimentata tramite iniettori. Era dotata di due duomi collegati tra di loro da un tubo orizzontale dal quale si dipartiva la presa di vapore per il motore; ciò allo scopo di prelevare il vapore più "secco" possibile. Il forno era dotato di una griglia piuttosto ampia, 2,7 m², allo scopo di poter utilizzare anche carbone a basso potere calorifico e con molte scorie. Il motore era a 2 cilindri esterni e a doppia espansione con cilindro ad alta pressione sul lato destro e bassa pressione sul sinistro. La distribuzione, del tipo classico a cassetto piano, aveva il meccanismo di azionamento Walschaerts. Lo scarico dei fumi avveniva tramite ugello a luce variabile e sul fumaiolo era applicato il tipico parascintille tronco-conico austriaco Kobel.
Su 25 locomotive del tipo 60 venne sperimentato il surriscaldamento del vapore adottando su 22 unità un surriscaldatore di tipo Clench e su tre unità il tipo Pielock. Queste unità ebbero un solo duomo in quanto il surriscaldamento rendeva inutile l'artificio del doppio duomo e del tubo di collegamento.
Il peso in servizio era di 53,5 t, mentre quello aderente era di 43,1 t, la loro velocità massima raggiungeva i 60 km/ora.
Le locomotive erano fornite di riscaldamento a vapore per le carrozze e pertanto erano in grado di effettuare anche treni viaggiatori meno importanti. La frenatura era a vuoto sistema Hardy.
Alle locomotive venne accoppiato un tender a tre assi.